# Samuel Clark (Politiker)
Samuel Clark (* Januar 1800 im Cayuga County, New York; † 2. Oktober 1870 in Kalamazoo, Michigan) war ein US-amerikanischer Politiker. Zwischen 1833 und 1835 vertrat er den Bundesstaat New York und von 1853 bis 1855 den Staat Michigan im US-Repräsentantenhaus.

## Werdegang
Samuel Clark besuchte das Hamilton College in Clinton. Nach einem anschließenden Jurastudium in Auburn und seiner Zulassung als Rechtsanwalt begann er ab 1826 in Waterloo in seinem neuen Beruf zu arbeiten. Politisch schloss sich Clark dem späteren Präsidenten Andrew Jackson und dessen Demokratischer Partei an.
Bei den Kongresswahlen des Jahres 1832 wurde er im 25. Wahlbezirk von New York in das US-Repräsentantenhaus in Washington, D.C. gewählt, wo er am 4. März 1833 die Nachfolge von Gamaliel H. Barstow antrat. Bis zum 3. März 1835 konnte er eine Legislaturperiode im Kongress absolvieren. Diese war von den Diskussionen um die Politik von Präsident Jackson geprägt. Dabei ging es um die umstrittene Durchführung des Indian Removal Act, die Nullifikationskrise mit dem Staat South Carolina und die Bankenpolitik des Präsidenten.
Im Jahr 1842 zog Samuel Clark nach Kalamazoo in Michigan, wo er als Anwalt praktizierte und auch seine politische Laufbahn fortsetzte. Im Jahr 1850 war er Mitglied einer Versammlung zur Überarbeitung der Verfassung von Michigan. Bei den Wahlen des Jahres 1852 wurde er im dritten Distrikt seines Staates als Nachfolger von James L. Conger erneut in den Kongress gewählt. Da er bei den Wahlen des Jahres 1854 dem Republikaner David S. Walbridge unterlag, konnte er zwischen März 1853 und März 1855 wieder nur eine Legislaturperiode im US-Repräsentantenhaus verbringen. Diese war von den Diskussionen um die Sklaverei und anderen Ereignissen im Vorfeld des Bürgerkrieges bestimmt.
Nach seinem endgültigen Ausscheiden aus dem Kongress wurde Clark im Jahr 1856 Leiter des Katasteramts im nordöstlichen Teil des Minnesota-Territoriums. Danach arbeitete er noch einige Zeit als Jurist; dann zog er sich sowohl aus diesem Beruf als auch aus der Politik zurück und widmete sich der Landwirtschaft. Er starb am 2. Oktober 1870 in Kalamazoo.